# Karl Mai
Karl Mai (né le 27 juillet 1928 à Fürth – mort le 15 mars 1993) est un footballeur international allemand. Il évoluait au poste de milieu de terrain.

## Biographie
Il a remporté la Coupe du monde 1954 avec l'équipe d'Allemagne.

## Clubs
- 1942-1958 : Greuther Fürth -  Allemagne
- 1958-1961 : Bayern Munich -  Allemagne

## Palmarès
- 21 sélections et 1 but en équipe de RFA entre 1953 et 1959
- Vainqueur de la Coupe du monde 1954